# Jardins Botânicos de Durban
O Jardim Botânico de Durban está situado na cidade de Durban, KwaZulu-Natal, África do Sul. É a instituição pública mais antiga de Durban e o jardim botânico mais antigo da África. Os jardins cobrem uma área de 15 hectares  em um clima subtropical.

## História

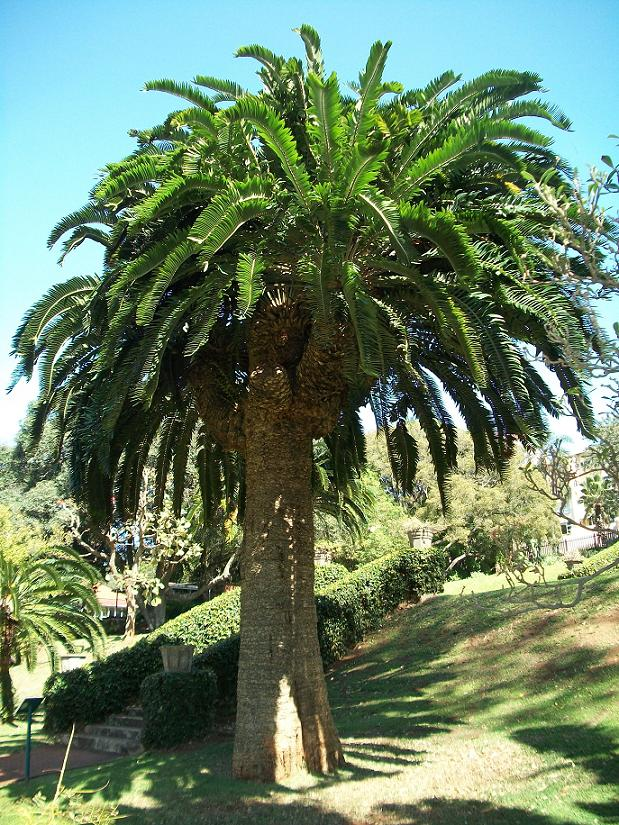
Um dos caules originais da cicadácea de Wood no Jardim Botânico de Durban

O Jardim Botânico de Durban foi criado para participar da busca dos Jardins de Kew para estabelecer uma série de jardins botânicos em todo o mundo que ajudariam na introdução de plantas economicamente valiosas e para fornecer plantas a Kew que eram novas para a ciência. O primeiro jardim foi estabelecido em dezembro de 1849 pelo Dr. Charles Johnston na orla da Berea Ridge, próximo ao rio Umgeni (perto da Quarry Road).  No entanto, a morte da esposa de Johnston em 1850 fez com que ele renunciasse ao cargo de supervisor dos jardins. Um escocês chamado Mark McKen então tomou seu lugar e começou a estabelecer jardins de plantas de valor econômico, como cana-de-açúcar, chá, café e abacaxi. Em 1851, os jardins botânicos foram transferidos para mais perto da cidade, para o seu local atual. De 1853 a 1860, houve vários curadores, o mais notável dos quais foi Robert Plant, que morreu de malária enquanto coletava plantas perto do Lago Santa Lúcia. McKen retornou em 1860 e foi curador pelos 12 anos seguintes; até sua morte em 1872.
Um fazendeiro local e dono de uma loja de comércio rural, John Medley Wood, que era um botânico autodidata, assumiu a curadoria de 1882 a 1913, e diz-se que o Jardim Botânico de Durban teve seu apogeu com o apoio do governador da colônia de Natal, Sir Henry Bulwer, que compartilhava um grande interesse pelos Jardins. John Medley Wood fundou o Herbário do Governo de Natal em 1882, que era inicialmente uma cabana de madeira e ferro corrugado na qual ele organizou o armazenamento de mais de 1.500 espécimes de plantas. Ele preparou cerca de 13.000 espécimes de plantas, muitos dos quais foram distribuídos por troca, e apenas cerca de 6.000 dos seus espécimes permanecem na coleção dos mais de 100.000 espécimes de hoje - a maioria dos quais é originária de KwaZulu-Natal. John Medley Wood descobriu muitas novas espécies de plantas que enviou para os Jardins de Kew. Sua descoberta mais famosa foi um aglomerado de uma grande espécie de cicadácea na Floresta Ongoye em 1895. Esta cicadácea foi posteriormente nomeada em sua homenagem em 1908 como Cicadácea de Wood (Encephalartos woodii) pelo horticultor inglês Henry Sander. Três deslocamentos basais da cicadácea foram coletados pelo representante de Wood, James Wylie, em 1903 e plantados nos Jardins Botânicos de Durban e, novamente em uma expedição de 1907, Wylie coletou dois dos caules maiores e os trouxe para os jardins. A cicadácea de Wood é agora o emblema do Jardim Botânico de Durban,  onde os espécimes originais ainda estão crescendo.
Em 1999, os jardins foram pesquisados e mapeados para que as várias plantas e suas informações relevantes pudessem ser rastreadas com o auxílio de software GIS.

## Coleções de plantas

### Cicadáceas
Os jardins contêm uma extensa coleção de cicadáceas da África do Sul e de outras partes do mundo. Os espécimes mais notáveis são os da cicadácea de Wood. Em 1992 e 1993, as cicadáceas foram reorganizadas para representar sua distribuição geográfica. As espécies que aqui crescem incluem:
- Encephalartos altensteinii
- Encephalartos arenarius
- Encephalartos ferox
- Encephalartos horridus
- Encephalartos lehmannii
- Encephalartos longifolius
- Encephalartos natalensis
- Encephalartos villosus
- Stangeria eriopus

### Samambaias
John Medley Wood era um ávido colecionador de samambaias e publicou A Popular Description of the Natal Ferns em 1877 e The Classification of Ferns em 1879. Em 2010, o Jardim Botânico de Durban tinha uma coleção de samambaias, muitas das quais crescem na seção dos jardins chamada "Fern Dell". A coleção é composta por espécies locais e exóticas.

### Orquídeas
A coleção de orquídeas começou em 1931, foi transferida para a Ernest Thorp Orchid House em 1962 e, desde 2010, consiste em mais de 9.000 plantas, incluindo Cattleya, Phalaenopsis e Vanda, que são colocadas em exposição na casa de orquídeas quando florescem (principalmente na primavera e no outono).

### Bromélias
Algumas das primeiras bromélias (descontando os abacaxis de ~1850) podem ter sido recebidas por Medley nos jardins em 1885. Várias espécies de bromélias crescem em plantações em massa nos jardins, e algumas são colocadas no orquidário em exposição durante o inverno e o verão, quando menos orquídeas estão em flor.

### Árvores
Existem pelo menos 1.354 árvores individuais e cerca de 917 palmeiras crescendo no Jardim Botânico de Durban.